# Untitled Unmastered
Untitled Unmastered è una raccolta del rapper statunitense Kendrick Lamar, pubblicata il 4 marzo 2016 da Top Dawg Entertainment, Aftermath Entertainment e Interscope Records.

## Descrizione
La raccolta comprende demo e tracce non pubblicate nel precedente album To Pimp a Butterfly, ma che mantengono comunque una connessione con il percorso del rapper statunitense dal 2013 al 2015.
Al disco hanno collaborato, tra gli altri, Terrace Martin, Thundercat, Bilal, Cee Lo Green, Jay Rock e la cantautrice statunitense SZA la quale ha co-scritto il testo del brano untitled 05 | 09.21.2014 e ha partecipato vocalmente alle tracce 4, 5 e 7.

### Antefatti
Nel dicembre 2014, mentre si preparava per l'uscita del terzo in studio, To Pimp a Butterfly, Lamar ha eseguito un brano inedito e senza titolo al programma televisivo The Colbert Report. Nel gennaio 2016, ha eseguito un'altra canzone senza titolo al talk show The Tonight Show di Jimmy Fallon. Dopo la sua acclamata esibizione ai Grammy Awards del 2016, che includeva parti di un'altra traccia senza titolo, Lamar ha rivelato l'esistenza di una raccolta di tracce non incluse nel terzo album in studio.

### Pubblicazione
A seguito di accenni a una nuova pubblicazione da parte dell'etichetta di Lamar, Top Dawg Entertainment, Untitled Unmastered è stato pubblicato ufficialmente su iTunes Store il 4 marzo 2016. Le otto tracce, senza titolo hanno una data che indica il giorno in cui la traccia è stata scritta e registrata.
Il 23 marzo 2016 la settima traccia, untitled 07 | levitate, è stato pubblicata come unico singolo estratto.

## Tracce
Testi di Kendrick Duckworth.
1. Untitled 01 – 08.19.2014. – 4:07 (musica: Brent Reynolds)
2. Untitled 02 – 06.23.2014. – 4:18 (musica: Ronald LaTour Jr., Daveon Jackson e Stephen Bruner[9])
3. Untitled 03 – 05.28.2013. – 2:34 (musica: Mathieu Rakotozafy)
4. Untitled 04 – 08.14.2014. – 1:50 (musica: Stephen Bruner, Mark Spears e Kendrick Duckworth)
5. Untitled 05 – 09.21.2014. – 5:38 (musica: Mark Spears e Terrace Martin)
6. Untitled 06 – 06.30.2014. – 3:28 (musica: Adrian Younge e Ali Shaheed Muhammad)
7. Untitled 07 – 2014 - 2016 – 8:16 (musica: Ronald LaTour Jr., Daveon Jackson, Adam Feeney, Kasseem Dean e Egypt)
8. Untitled 08 – 09.06.2014. – 3:55 (musica: Stephen Bruner e Charles Dickerson)

Note
- Tutte le tracce sono stilizzate in minuscolo.

## Formazione
Musicisti
- Kendrick Lamar – voce, produzione (traccia 4)
- Dominic Angelella – tastiera aggiuntiva (traccia 1)
- Joe Baldacci – tamburi (traccia 1)
- Anna Wise – coro aggiuntivo (tracce 1 e 5)
- Bilal – coro aggiuntivo (tracce 1, 3, 5)
- Sounwave – produzione (tracce 4 e 5), tamburi aggiuntivi (traccia 1)
- Thundercat – produzione (tracce 4 e 8), produzione aggiuntiva (traccia 2), basso (tracce 2, 5 e 7), coro aggiuntivo (traccia 8)
- Mani Strings – coro aggiuntivo (traccia 3)
- SZA – coro aggiuntivo (tracce 4, 5 e 7)
- Rocket – coro aggiuntivo (traccia 4)
- Jay Rock – voce aggiuntiva (traccia 5)
- Punch – coro aggiuntivo (traccia 5)
- Josef Leimberg – tromba (traccia 5)
- Terrace Martin – produzione (traccia 5), sassofono (traccia 2), tastiera (tracce 2 e 4)
- Cee Lo – coro aggiuntivo (traccia 6)
- Egypt – produzione (traccia 7), coro aggiuntivo (traccia 7)
- Taz Arnold – skit finale (traccia 7)

Produzione
- Ritz Reynolds – produzione (traccia 1)
- Yung Exclusive – produzione (tracce 2 e 11)
- Cardo – produzione (tracce 2 e 7)
- Astronote – produzione (traccia 3)
- Ali Shaheed Muhammad – produzione (traccia 6)
- Adrian Younge – produzione (traccia 6)
- Frank Dukes – produzione (traccia 7)
- Mono/Poly – produzione (traccia 8)

## Classifiche

### Classifiche settimanali
| Classifica (2016) | Posizione massima |
| ----------------- | ----------------- |
| Australia         | 3                 |
| Belgio (Fiandre)  | 11                |
| Belgio (Vallonia) | 12                |
| Canada            | 1                 |
| Danimarca         | 1                 |
| Finlandia         | 26                |
| Francia           | 55                |
| Germania          | 45                |
| Irlanda           | 9                 |
| Norvegia          | 7                 |
| Nuova Zelanda     | 5                 |
| Paesi Bassi       | 9                 |
| Portogallo        | 50                |
| Regno Unito       | 7                 |
| Stati Uniti       | 1                 |
| Svezia            | 13                |
| Svizzera          | 9                 |

### Classifiche di fine anno
| Classifica (2016) | Posizione |
| ----------------- | --------- |
| Belgio (Fiandre)  | 134       |
| Stati Uniti       | 82        |

## Date di pubblicazione
| Paese         | Data           | Formato           | Etichetta                       | Nota   |
| ------------- | -------------- | ----------------- | ------------------------------- | ------ |
| Mondo         | 4 marzo 2016   | Download digitale | Top Dawg, Aftermath, Interscope | [ 29 ] |
| Canada        | 11 marzo 2016  | CD                | Top Dawg, Aftermath, Interscope | [ 30 ] |
| Europa        | 11 marzo 2016  | CD                | Top Dawg, Aftermath, Interscope | [ 31 ] |
| Stati Uniti   | 11 marzo 2016  | CD                | Top Dawg, Aftermath, Interscope | [ 32 ] |
| Corea del Sud | 1 aprile 2016  | CD                | Universal Music Korea           | [ 33 ] |
| Stati Uniti   | 27 maggio 2016 | LP                | Top Dawg, Aftermath, Interscope | [ 34 ] |